# Staten van Mexico
Mexico is verdeeld in 31 staten (estados) en de hoofdstad Mexico-Stad.
Elke staat wordt geregeerd door een gouverneur, die voor zes jaar gekozen wordt, en die niet herkozen kan worden. Elke staat heet officieel "Estado Libre y Soberano de [naam van de staat]". Dit verwijst naar de relatief grote mate van autonomie die de staten hebben, maar de benaming betekent niet dat de staten ook werkelijk vrij en soeverein zijn in de volkenrechtelijke betekenis van die woorden. Wel betekent het dat de staten zich niet met elkaars aangelegenheden mogen bemoeien en geen allianties mogen sluiten. De staten hebben het recht een eigen grondwet op te stellen.

## Overzicht staten van Mexico
| Nr.                     | Staat                | Hoofdstad          | Oppervlakte | Inwoners   |
| ----------------------- | -------------------- | ------------------ | ----------- | ---------- |
| 1                       | Aguascalientes       | Aguascalientes     | 5.471 km²   | 1.312.544  |
| 2                       | Baja California      | Mexicali           | 69.921 km²  | 3.315.766  |
| 3                       | Baja California Sur  | La Paz             | 73.475 km²  | 712.029    |
| 4                       | Campeche             | Campeche           | 50.812 km²  | 899.931    |
| 5                       | Chiapas              | Tuxtla Gutiérrez   | 74.211 km²  | 5.217.908  |
| 6                       | Chihuahua            | Chihuahua          | 244.938 km² | 3.556.574  |
| 7                       | Coahuila de Zaragoza | Saltillo           | 149.982 km² | 2.954.915  |
| 8                       | Colima               | Colima             | 5.191 km²   | 711.235    |
| 9                       | Durango              | Durango            | 123.181 km² | 1.754.754  |
| 10                      | Guanajuato           | Guanajuato         | 30.491 km²  | 5.853.677  |
| 11                      | Guerrero             | Chilpancingo       | 64.281 km²  | 3.533.251  |
| 12                      | Hidalgo              | Pachuca            | 20.813 km²  | 2.858.359  |
| 13                      | Jalisco              | Guadalajara        | 80.836 km²  | 7.844.830  |
| 14                      | Mexico               | Toluca             | 21.355 km²  | 16.187.608 |
| 15                      | Michoacán de Ocampo  | Morelia            | 59.928 km²  | 4.584.471  |
| 16                      | Morelos              | Cuernavaca         | 4.950 km²   | 1.903.811  |
| 17                      | Nayarit              | Tepic              | 26.979 km²  | 1.181.050  |
| 18                      | Nuevo León           | Monterrey          | 64.924 km²  | 5.119.504  |
| 19                      | Oaxaca               | Oaxaca             | 93.952 km²  | 3.967.889  |
| 20                      | Puebla               | Puebla             | 33.902 km²  | 6.168.883  |
| 21                      | Querétaro de Arteaga | Querétaro          | 11.449 km²  | 2.038.372  |
| 22                      | Quintana Roo         | Chetumal           | 50.212 km²  | 1.501.562  |
| 23                      | San Luis Potosí      | San Luis Potosí    | 63.068 km²  | 2.717.820  |
| 24                      | Sinaloa              | Culiacán           | 58.328 km²  | 2.966.321  |
| 25                      | Sonora               | Hermosillo         | 182.052 km² | 2.850.330  |
| 26                      | Tabasco              | Villahermosa       | 25.267 km²  | 2.395.272  |
| 27                      | Tamaulipas           | Ciudad Victoria    | 79.384 km²  | 3.441.698  |
| 28                      | Tlaxcala             | Tlaxcala           | 4.016 km²   | 1.272.847  |
| 29                      | Veracruz             | Xalapa de Enríquez | 71.699 km²  | 8.112.505  |
| 30                      | Yucatán              | Mérida             | 38.402 km²  | 2.097.175  |
| 31                      | Zacatecas            | Zacatecas          | 73.252 km²  | 1.579.209  |
| 32                      | Mexico-Stad          | Mexico-Stad        | 1.479 km²   | 8.918.653  |
| Census: inwoners (2015) |                      |                    |             |            |

| Kaart             |
| ----------------- |
| Staten van Mexico |
| Staten van Mexico |

## Voormalige staten en territoria
De staten zijn gedurende de geschiedenis meerdere malen veranderd, en sommige staten waren oorspronkelijk territoria, waar de federale overheid meer over te zeggen had dan over een staat.

### Staten
- Coahuila y Tejas - Na de onafhankelijkheid van Texas veranderd in Coahuila.
- Coahuila-Nuevo León - Unie tussen Coahuila en Nuevo León. Bestond van 1856 tot 1864, in de praktijk het persoonlijk domein van Santiago Vidaurri
- Sonora y Sinaloa - In 1830 gesplitst in Sonora en Sinaloa.

### Territoria
- Aguascalientes - Afgescheiden van Zacatecas in 1835, in 1839 tot staat verheven.
- Alta California - Ruwweg Californië, Nevada en Utah. Na het Verdrag van Guadalupe Hidalgo verloren aan de Verenigde Staten.
- Baja California - In 1952 tot staat verheven.
- Baja California Sur - In 1888 afgescheiden van Baja California, in 1974 tot staat verheven.
- Campeche y el Carmen - Opgericht in 1857 uit deel van Yucatán en Carmen, in 1863 toegetreden tot staat als Campeche.
- Carmen - In 1854 afgescheiden van Tabasco, in 1857 samengevoegd met Campeche y el Carmen.
- Colima - In 1857 tot staat verheven.
- Quintana Roo - Afgescheiden van Yucatán in 1902, in 1974 tot staat verheven.
- Tehuantepec - Afgescheiden van Oaxaca en Veracruz, bestond van 1853 tot 1857.
- Santa Fe de Nuevo México - Ruwweg New Mexico en Colorado. Na het Verdrag van Guadalupe Hidalgo verloren aan de Verenigde Staten.
- Sierra Gorda - Klein territorium in het huidige Guanajuato en San Luis Potosí dat bestond van 1854 tot 1857.
- Soconusco - Betwist met Guatemala. In 1842 geannexeerd en opgenomen in Chiapas.
- Tepic - In 1867 afgescheiden van Jalisco, in 1917 toegetreden als staat onder de naam Nayarit.
- Tlaxcala - In 1857 tot staat verheven.